# 大平山 (鎌倉市)
大平山（おおひらやま）は、神奈川県鎌倉市に位置する三浦丘陵の北端部の山。標高159.4メートル。

## 概要
鎌倉市の最高峰で、横浜市栄区上郷町と接している。この尾根筋に横浜市の最高地点となる159.4メートル地点がある。鎌倉市～横浜市南部に多数あるハイキングコースの主要中継ポイントで、休憩所も置かれ、この付近は「天園」と呼ばれる。

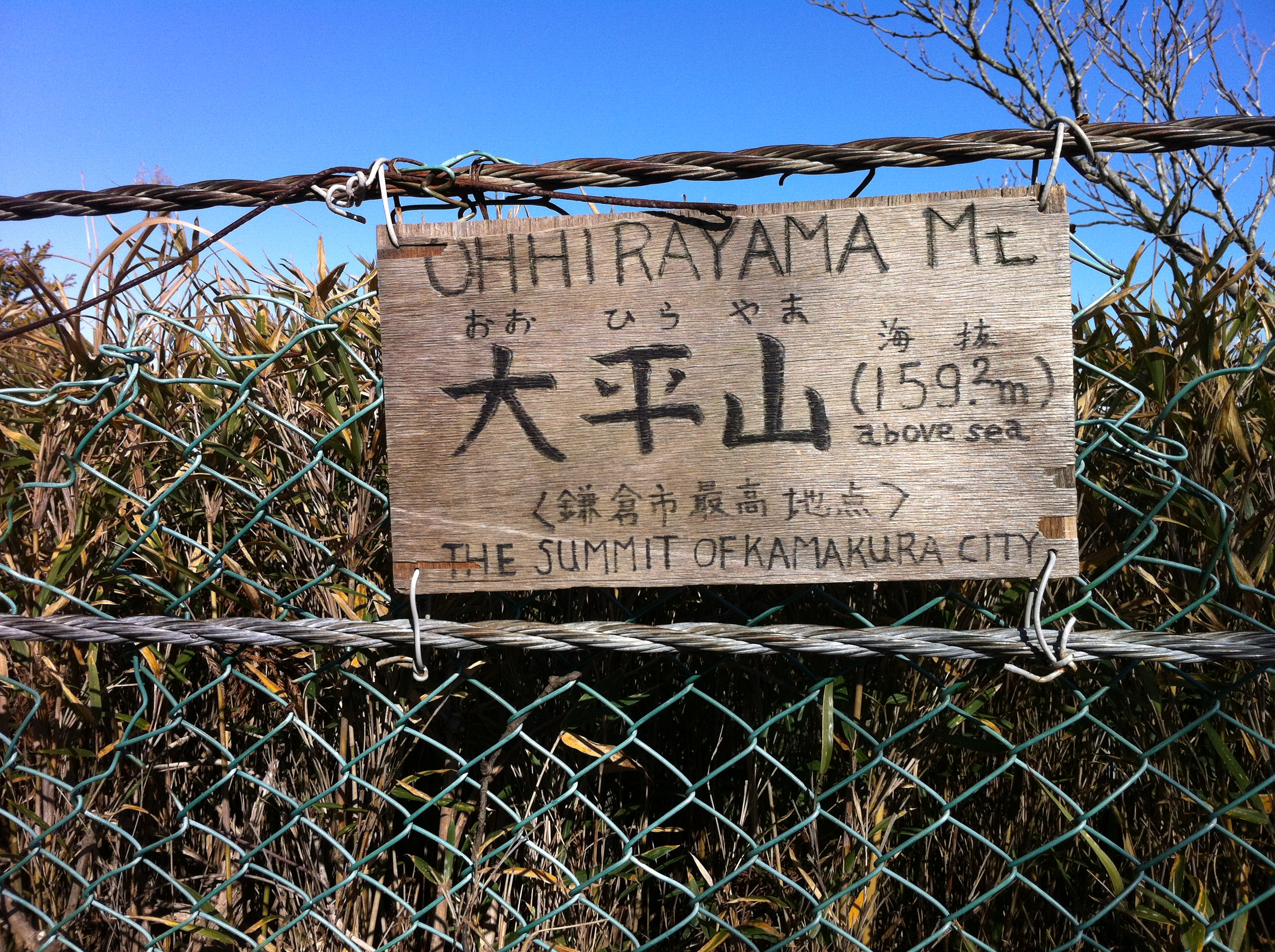
大平山展望台の表示、海抜159.2mとある

## 周辺
- 天園峠の茶屋（2016年閉鎖）
- 天園休憩所
- 鎌倉カントリークラブ
- 横浜市資源循環局栄事務所
- 横浜第一霊園
- 鎌倉エフエム放送送信所[1]
- 神奈川県無線サービス協会基地局